# 日射量
日射量(insolation)，或稱太陽輻照(solar irradiation)、太陽輻射量、日照(solar exposure)，是在測量儀器的波長範圍內以電磁輻射的形式從太陽接收的每單位面積一定時間內的能量功率累積。日射量常用的SI制單位為百萬焦耳/平方米（{\displaystyle MJ/m^{2}}），某些儀器上也以單位時間的光子數（{\displaystyle \mu mol/(m^{2}sec)}）來表示。
和日照强度(Solar irradiance)不同的是，日射量是日照强度对时间的积分，可求出一段时间内表面所受的辐射能。日照强度為每單位面積瞬間的能量，SI制單位為瓦特/平方米（{\displaystyle W/m^{2}}）
日射量是太陽輻射經過大氣吸收和散射後，可以在宇宙中或地球表面測量到的太陽輻射。 宇宙中的日射量是與太陽的距離，太陽週期和跨週期變化的函數。地表的日射量還取決於測量面的傾斜度、太陽高度角以及大氣條件。地表的日射量會影響植物的新陳代謝和動物行為。  
日射量的研究和測量具有幾個重要的應用，包括太陽能發電廠的發電量預測、建築物的供熱和製冷負荷，以及氣候模型和天气预报。

## 類型

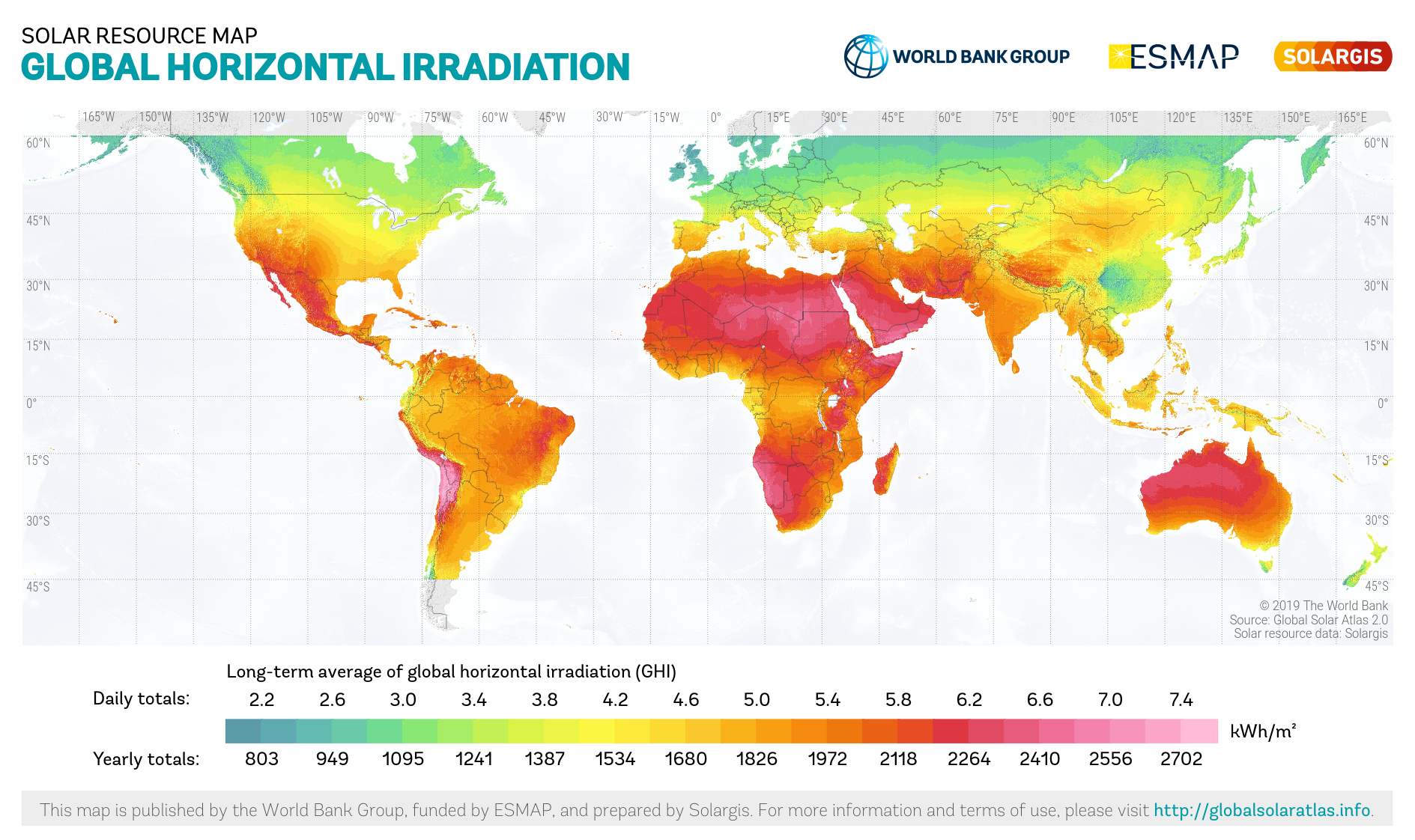
全天空日射量的全球分布圖

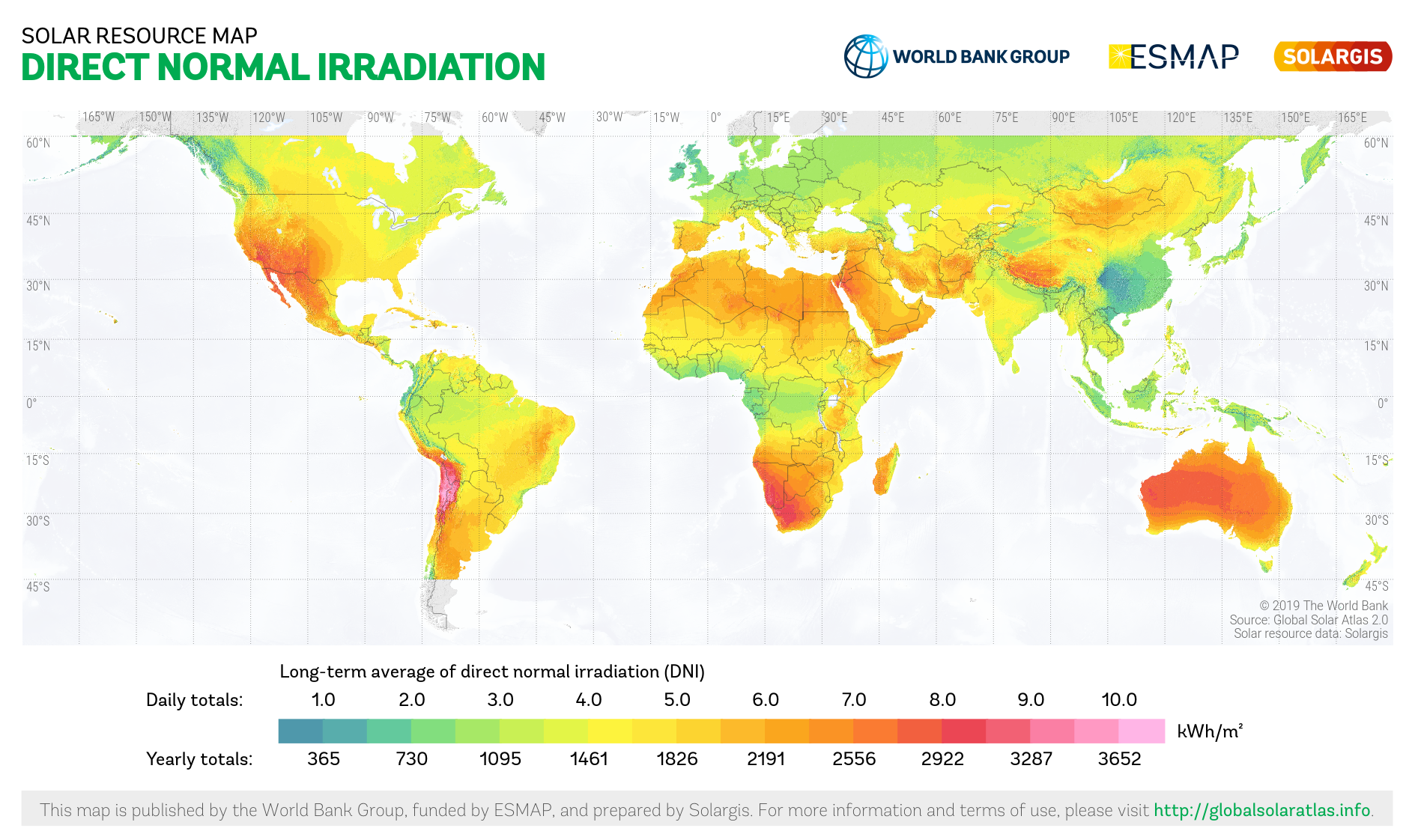
直達日射的全球分布圖

日射量根據其應用領域，被分類為以下幾種不同的類型：

### 總太陽輻射
總太陽輻射（英文：Total Solar Irradiance，TSI）是對入射到地球高層大氣的每單位面積上， 垂直於入射光方向所量測到的日射量，所有波長的太陽輻射的能量總和。太陽常數便是一天文單位下的總太陽日射平均值。

### 直達日射
直達日射（英文：Direct Normal Irradiation，DNI 或 beam radiation），是指垂直於太陽光直進方向的平面上，所測量到的日射量，並不包括漫射的太陽輻射。 直達日射等於大氣上方的地外輻射，減去由大氣吸收和散射能量損耗。 損耗的量取決於一天中的時間（因為太陽高度角隨時間變化）、雲量，空氣水分含量和懸浮固體等因素。 外大氣層的直達日射也會隨著一年中的時間而變化（因為地日距離會變化），不過與總太陽輻射的損失相比，這項影響通常不太明顯。

### 擴散日射
擴散日射（英文：Diffuse Horizontal Irradiance ，DHI 或 Diffuse Sky Radiation）是大氣層散射的地表輻射，通常在水平表面上測量的，其輻射來自天空中所有點，但扣除直達日射，因此在沒有大氣的情況下幾乎沒有擴散日射 。

### 全天空日射
全天空日射（英文：Global Horizontal Irradiance ，GHI）是在地表水平面上所測得的總日射量。 它是直達日射和擴散日射的總和：
{\displaystyle {\text{GHI}}={\text{DHI}}+{\text{DNI}}\times \cos(z)}

## 地表日射

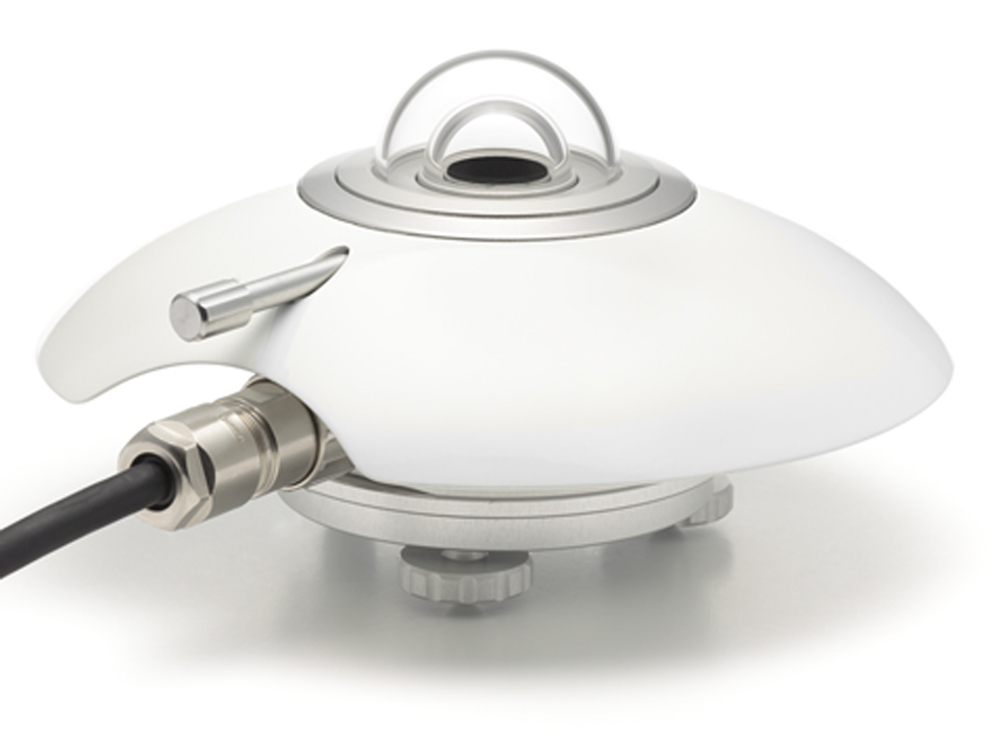
全天太陽輻射計，是測量全天空日射量的儀器。

外大氣層所接收到的總太陽輻射年平均約為1361 {\displaystyle W/m^{2}}。太陽的光線在穿過大氣層時會有能量損耗，在晴天，海平面上的最大正常全天空日射約為1000 {\displaystyle W/m^{2}}。 當功率1361 {\displaystyle W/m^{2}}的太陽光到達大氣層上方時（當太陽在無雲的天空中到達天頂時），地表所能接收到的直達日射約為1000{\displaystyle W/m^{2}}，水平面上的全天空日射約為1120{\displaystyle W/m^{2}}。 後者包含擴散日射的能量。 實際數字隨太陽的角度和大氣環境而變化。

### 投影效應

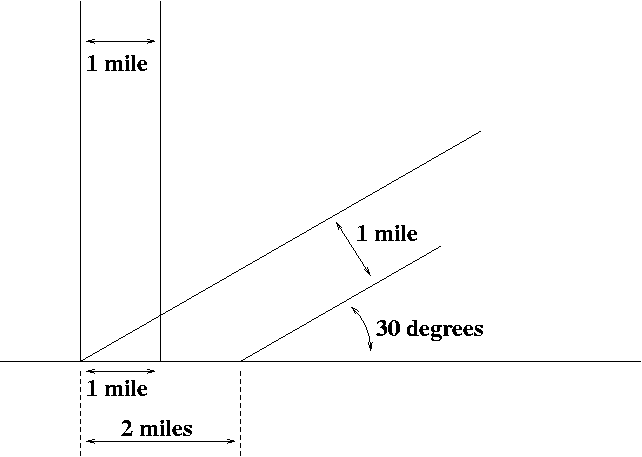
投影效應: 同樣的光束若從法線方向照射平面，其分布在單位面積的能量會是與法線成60°角的同樣光束的兩倍。

當表面直接面對且垂直於太陽時，該表面上的日射量最大。當表面與太陽之間的角度偏離法線時，日射量隨該角度的餘弦值減小。如右圖，一英里寬的光束從頭頂垂直照射，另一光束則與法線成60°角（與水平面成 30°角），其餘弦值為1/2，而平行法線的光線餘弦為1。因此，與法線成60°角的光束將光散佈在兩倍的面積上。因此，每平方英里的光量減少一半。 這種「投影效應」是地球兩極地區比赤道地區冷得多的主要原因。每年平均而言，兩極比赤道受到的日照要少，因為兩極的角度總是比熱帶地區遠離太陽的角度大，而且在各自冬季的六個月中根本沒有任何日照。

### 吸收效應
當太陽光以靠近水平面的角度入射大氣層十，會穿過更多的大氣，這會使其能量散失，從而進一步減少表面的日射量。
光束能量的衰減受比爾-朗伯定律控制，即到達表面的透射率或日照分數在路徑的光學深度或吸收率中呈指數下降。大氣中的日照對於任何給定的短路徑，光學深度與沿該長度的吸收器和散射器的數量成比例，通常隨著高度的降低而增加。那麼，整個路徑的光學深度就是這些光學深度在路徑上的積分（總和）。

### 太陽能潛力
在全球各個國家，區域和國家層面對太陽能潛力的評估和測繪一直是學術和商業上的重大課題。對各個國家的太陽能潛力進行全面測繪的最早嘗試之一是由聯合國環境規劃署資助，美國国家可再生能源实验室進行的太陽能與風能資源評估（SWERA）專案。其他示例包括美国国家航空航天局和其他類似機構的全球製圖，其中許多可在國際可再生能源機構提供的全球可再生能源圖集上找到。 2017年1月，世界銀行利用Solargis提供的數據發布了《全球太陽能圖集》，為涵蓋所有國家的高質量太陽能數據，地圖和GIS圖層提供了單一來源。

按地區和國家劃分的全天空日射圖（注意：各圖的相同顏色所代表的數值並不一致）)
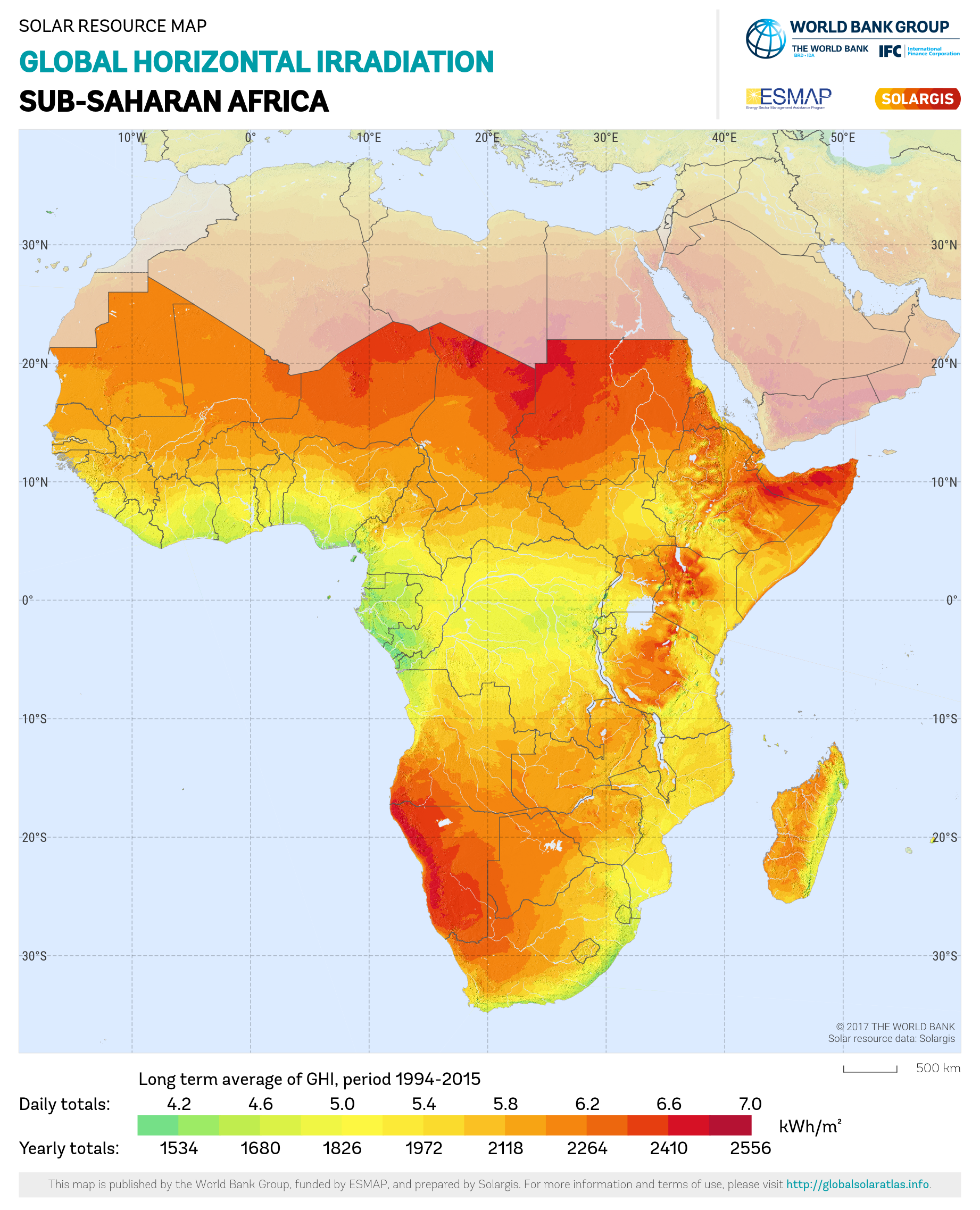
撒哈拉以南非洲地區
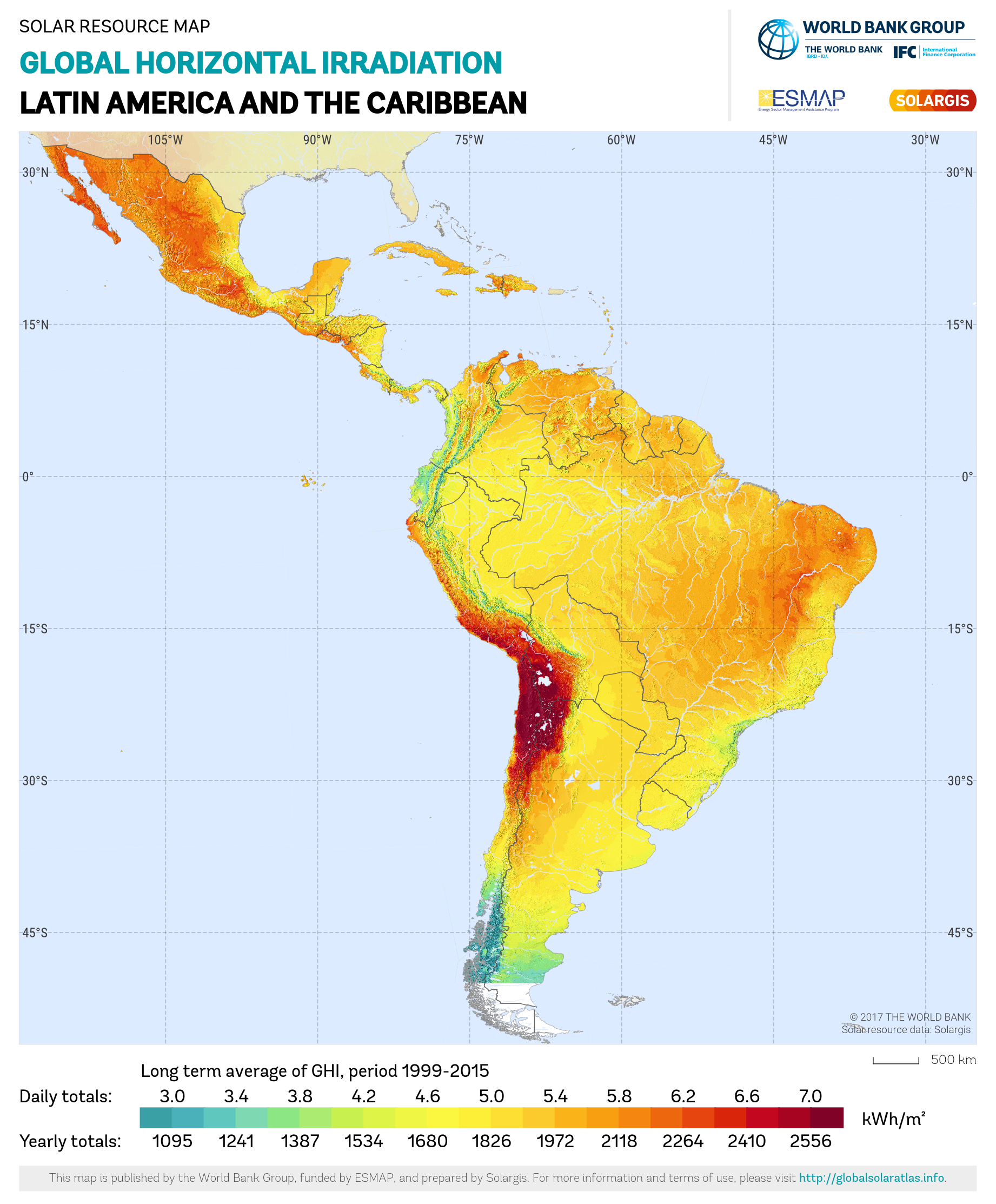
拉丁美洲和加勒比地區
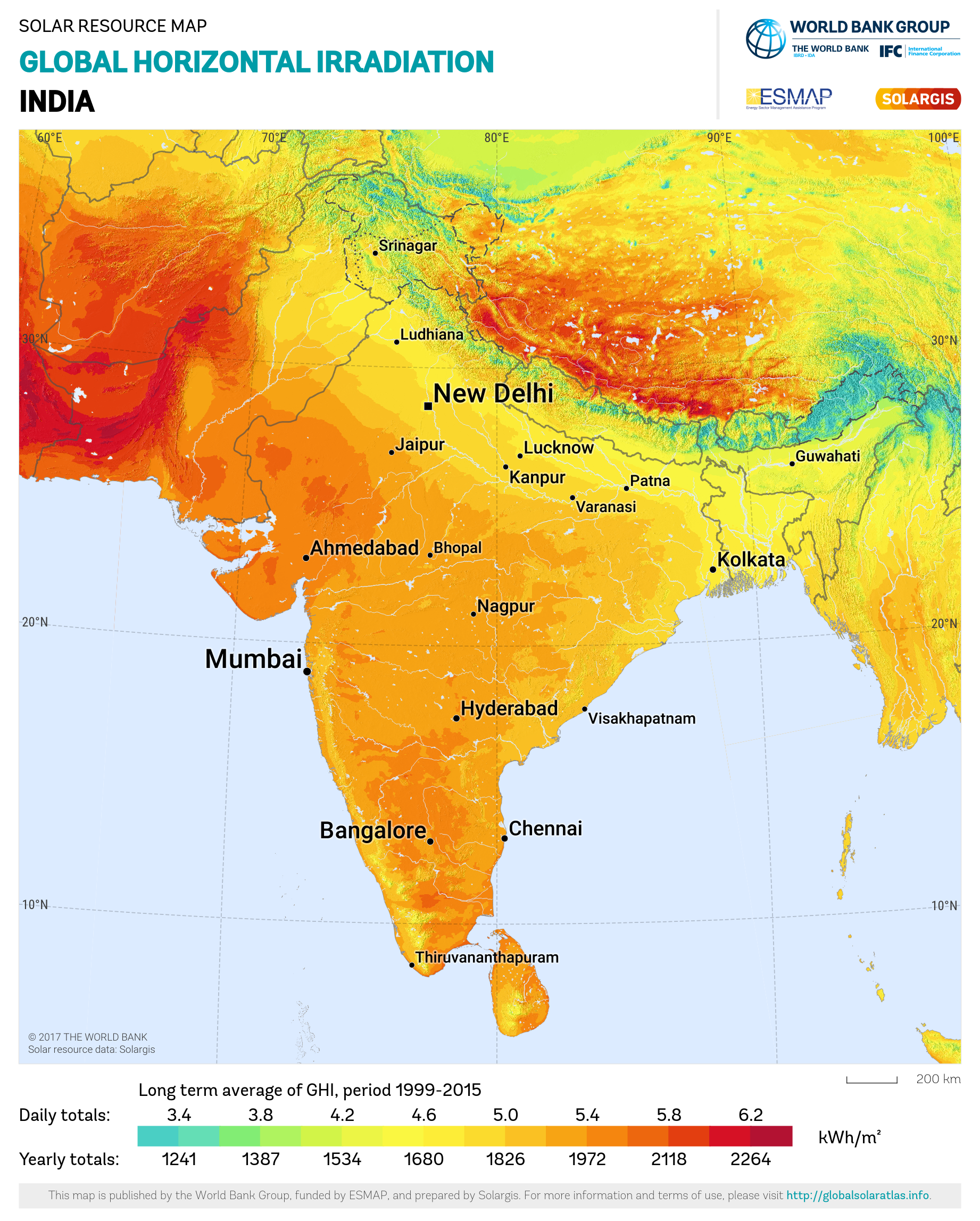
印度
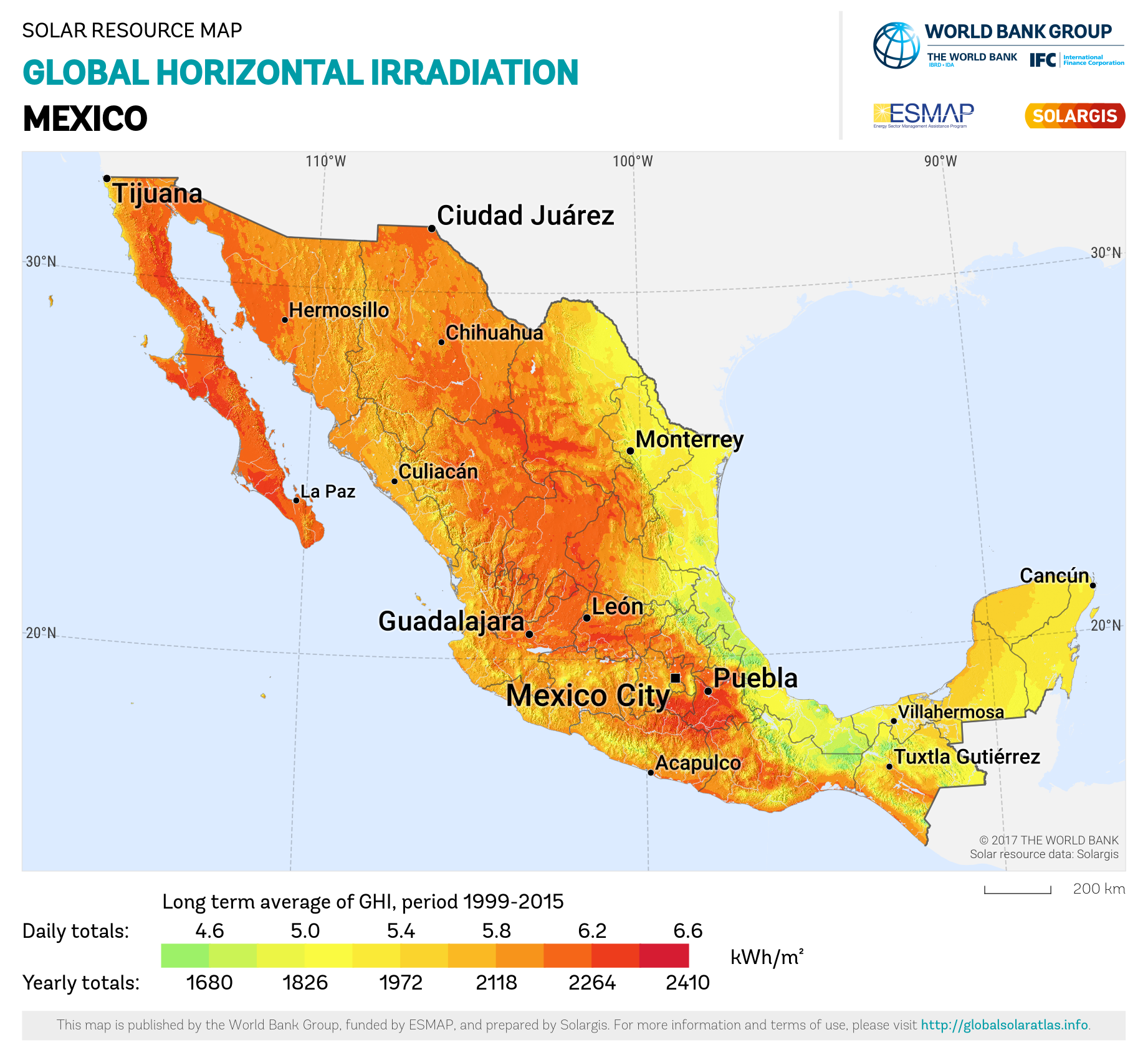
墨西哥